# (541051) 2018 CP5
(541051) 2018 CP5 es un asteroide perteneciente al cinturón de asteroides descubierto el 18 de enero de 2009 por el equipo del Lincoln Near-Earth Asteroid Research desde el Laboratorio Lincoln, Socorro, Nuevo México, Estados Unidos.

## Designación y nombre
Designado provisionalmente como 2018 CP5.

## Características orbitales
2018 CP5 está situado a una distancia media del Sol de 2,694 ua, pudiendo alejarse hasta 3,298 ua y acercarse hasta 2,089 ua. Su excentricidad es 0,224 y la inclinación orbital 17,06 grados. Emplea 1615,42 días en completar una órbita alrededor del Sol.

## Características físicas
La magnitud absoluta de 2018 CP5 es 16,2. 